# Steven Gilborn
Steven Gilborn (New Rochelle, Nueva York, 15 de julio de 1936-Chatham, Nueva York, 2 de enero de 2009) fue un profesor universitario y actor de cine y televisión estadounidense.

## Biografía
Su nombre completo era Steven Neil Gilborn, y nació en New Rochelle, Nueva York. Cursó estudios en el Swarthmore College, donde obtuvo una licenciatura en lengua inglesa, y después consiguió un doctorado en literatura dramática por la Universidad Stanford en 1969, con una disertación sobre la perspectiva psicoanalítica de las obras del dramaturgo francés del siglo XIX Émile Augier.
Antes de ser actor, Gilborn fue profesor of Humanidades en el Instituto Tecnológico de Massachusetts y asesor de la Sociedad Gilbert and Sullivan. Además, fue también profesor en la Universidad Stanford, en la Universidad de Columbia y en la Universidad de California en Berkeley. 
Gilborn trabajó como actor invitado en numerosas series televisivas, entre ellas Columbo (4 episodios), Perfect Strangers, Boy Meets World, Malcolm in the middle, Touched by an Angel, JAG, ER, El ala oeste de la Casa Blanca, L. A. Law, The Practice, NYPD Blue y The Wonder Years.
Tuvo papeles recurrentes en la sitcom Ellen (el de Harold Morgan, el padre de Ellen) y en The Wonder Years (tres episodios como Mr. Collins, profesor de álgebra de Kevin Arnold). Algunos de sus papeles cinematográficos destacados fueron el de Mr. Phillips en The Brady Bunch Movie y el del propietario del hotel en Joyride.
Steven Gilborn falleció en 2 de enero de 2009 en su casa en Chatham, Nueva York, a causa de un cáncer. Tenía 72 años de edad. Había estado casado con la fotógrafa paisajística Karen Halverson, con la que tuvo dos hijas.

## Filmografía (selección)

### Cine
- 1987: Anna
- 1991: He Said, She Said
- 1992: Timescape
- 1995: Safe
- 1995: The Brady Bunch Movie
- 1996: Dunston Checks In
- 1997: Private Parts
- 1997: Joyride
- 1998: Dr. Dolittle
- 2000: Persiguiendo a Betty
- 2001: Reunion
- 2001: Evolution
- 2002: Coastlines

### Televisión
- 1989: Who's the Boss? (serie TV), temporada 6, episodio 10
- 1989-1991: The Wonder Years (serie TV), 4 episodios
- 1990: Law & Order (serie TV), temporada 1, episodios 3 y 5
- 1990: Perfect Strangers (serie TV), temporada 6 episodios 7 y 8
- 1990-1991: Columbo (serie TV), 4 episodios
- 1990-1993: L. A. Law (serie TV), 3 episodios
- 1991: Knots Landing (serie TV), temporada 12, episodios 23 y 25
- 1993-1996: Dream On (serie TV), 6 episodios
- 1994: Picket Fences (serie TV), 3 episodios
- 1994-1998: Ellen (serie TV), 27 episodios
- 1996: ER (serie TV), temporada 2, episodio 18
- 1998-2001: The Practice (serie TV), 6 episodios
- 1999: Get Real (serie TV),  6 episodios
- 2001: Two Guys and a Girl (serie TV), 3 episodios
- 2001: El ala oeste de la Casa Blanca (serie TV), temporada 3, episodio 10
- 2002: Buffy the Vampire Slayer (serie TV), temporada 6, episodio 16
- 2002: NYPD Blue (serie TV), temporada 10, episodio 10
- 2006: Sin rastro (serie TV), temporada 4, episodio 18
- 2007: Damages (serie TV), temporada 1, episodios 4 y 10